# Túathal Máelgarb
Túathal Máelgarb  (†  vers 544).Ard ri Érenn issu du Cenél Coirpri vers 534/536. Tuathal Máelgarb mac Cormaic est le seul descendant de Coirpre mac Néill, un des fils de Niall Noigiallach qui devient roi de Tara titre porté par l'Ard ri Erenn d'Irlande. On l'identifie habituellement avec le « Óengarb» du Baile Chuinn Chétchathaig

## Origine
Túathal Máelgarb était le fils de Cormac Caech mac Coirpre mac Néill le fondateur du Cairpre Gabra. Son père est un personnage obscur qui est réputé être un petit-fils de Niall Noigiallach. Sa mère nommée Cumman Maine était la fille de Dalbronnach roi des Déisi de Brega. Il est le premier souverain à être désigné comme « ri Teamrach » ou roi de Tara par les Annales d'Ulster .
Les entrées dans les chroniques d'Irlande qui enregistrent les victoires de Coirpre mac Néill, et qui sont à l'origine de l'impérieuse nécessité ressentie plus tard à la fin du VIIe siècle par ses successeurs qui revendiquaient être issus d'autres fils de Niall Noigiallach de réduire sa réputation, suggèrent qu'il a joué un rôle clé dans la conquête de la région des Midlands d'Irlande par les fils de Niall.

## Ard ri Érenn
Les annalistes relèvent qu’immédiatement après son accession au trône Tuathal Máelgarb remporte sur le Ciannachta Breg à « Luachair entre les deux estuaires », une victoire relevée à la fois sous les années 534 et 539 dans les annales d'Ulster, qui peut être considérée comme le point culminant de cette conquête.  
Tuathal Máelgarb établit le pouvoir des Uí Néill les « fils de Niall » sur les principaux peuples de la côte est de l'Irlande immédiatement au nord de la rivière Liffey.  La date précise de cet événement est évidemment incertaine, mais la forme sous laquelle elle est enregistrée en 534 suggère que l'entrée originale des annales a été écrit à la fin du VIe siècle, avant que la désintégration de la puissance du Cenél Coirpri soit complète.  Tuathal Máelgarb devient une figure de légende, lorsque le  monopole du pouvoir dans la région des Midlands d'Irlande est capté par les descendants de son successeur en tant que roi de Tara, Diarmait mac Cerbaill.  
Le monastère de Clonmacnoise est à l'origine des récits qui font de Saint Ciarán, le sauveur de Diarmait, le prince poursuivi par la malveillance de Tuathal son parent. Au VIIe siècle l'évêque Tírechán a diffusé au non de Saint Patrick, le légende du rôle de Patrick, prophète maudissant Coirpre mac Néill et excluant  ses descendants de la royauté de Tara.  Toutefois tous les textes sauf la « Vie tripartite de Patrick » (vers 900) ont été obligés d'admettre l'existence de Tuathal Máelgarb.  
Après un règne de onze années Tuathal Máelgarb est tué à Grealach Eillte par Maelmor mac Airgeadan qui était le tuteur (frère utérin ou frère adoptif) de Diarmait mac Cerbaill et qui fut tué immédiatement après par les partisans de Tuathal.

## Postérité
Les descendants de Tuathal issus de son fils Garban restent assez puissants dans le nord du Connacht pendant plusieurs générations jusqu'à Muirenn la fille de Mael Duin mac Suibne († 666) qui épouse successivement Rogallach mac Uatach roi de Connacht († 649) et l'Ard ri Érenn Diarmait Ruanaid († 665).

## Sources
- (en) T. M. Charles-Edwards « Tuathal Máelgarb mac Cormaic (fl. 535–539),  », Oxford Dictionary of National Biography, Oxford University Press, 2004
- (en) Edel Bhreathnach, Editor Four Courts Press for The Discovery Programme Dublin (2005)  (ISBN 1851829547) The kingship and landscape of Tara. p. 181-182 et Historical Connachta and Early Uí Néill, Table 2 p. 342-343.
- Annales d'Ulster